# 靈敏度和特異度

灵敏度和特异度

靈敏度和特異度（英語：Sensitivity and specificity），或稱敏感性和特異性，是从数学角度描述某种病症检验的准确性，在醫學中廣為使用。
- 靈敏度（Sensitivity，也稱為真陽性率、召回率（Recall）[2] ）是指實際為陽性的樣本中，判斷為陽性的比例（例如真正有生病的人中，被判斷為有生病者的比例），計算方式是真陽性除以真陽性+假陰性（實際為陽性，但判斷為陰性）的比值[3]。
- 特異度（Specificity，也稱為真陰性率）是指實際為陰性的樣本中，判斷為陰性的比例（例如真正未生病的人中，被醫院判斷為未生病者的比例），計算方式是真陰性除以真陰性+假陽性（實際為陰性，但判斷為陽性）的比值[3]。

必須注意的是「陽性」與「陰性」這兩個詞並不指涉固定的值，僅是表示存在或不存在，當使用在不同主題時，其意義不會相同。例如應用在討論疾病時，「陽性」可以表示「染病」，「陰性」可以表示「健康」。
包括醫學診斷檢驗的許多測試中，靈敏度是指真陽性沒有被忽視的程度（所以偽陰性很少），而特異度是真陰性確實鑑別的程度（所以偽陽性很少）。因此，一個高靈敏度的檢驗很少忽略真陽性（例如：即使有異常仍然檢驗為無異常）；而高特異度檢驗則很少將不是檢驗目標的其他東西鑑別為陽性（例如：檢驗出一種非常相似的細菌卻將其誤判為目標細菌）。一個高靈敏度且高特異度的檢驗表示其兩方面都做得好，所以這個檢驗「很少忽略它正在尋找的目標並且很少將其他東西誤判為目標。」
靈敏度可以作為避免假陰性的量化指標，而特異度可以作為避免假陽性的量化指標。對於任何測試而言，都需要在靈敏度及特異度之間進行取捨。例如機場安檢中對於登機人員是否有攜帶危險物品的檢查，掃描器可能會在檢查到像皮帶頭或鎖匙等低危險物品時觸發（低特異度），但會減少實際攜帶了危險物品，但沒有檢查到的可能性（高靈敏度）。這個取捨可以用ROC曲线（接收者操作特徵曲線）來表示。完美的分類器可以達到100%的靈敏度（所有生病的人都會檢測為生病），及100%的特異度（沒有一個健康不生病的人會被檢測為生病）。但是理論上所有的分類器都會有最小的誤差範圍，稱為贝叶斯错误率。

## 舉例
在個100人的樣本中，有10人事實上患有A病（陽性），經過檢測後，9人判定患有A病（真陽性），而1人判定並不患有A病（假陰性）；
另外的90人實際上并不患有A病（陰性），然後經過檢測後，其中的5人被判定患有A病（假陽性），另外的85人判定不患有A病（真陰性）。
靈敏度=真陽性/(真陽性+假陰性)=9/(9+1)=90%;
特異度=真陰性/(真陰性+假陽性)=85/(85+5)=94.4%.
此處，靈敏度即為在患病人群中，成功確證患病的概率；而特異度即為在不患病的人群中，成功排除患病的概率。